# Список депутатов Государственной думы Российской Федерации VIII созыва
В статье приводится состав Государственной думы Федерального собрания Российской Федерации VIII созыва по итогам выборов 17—19 сентября 2021 года, а также текущий список депутатов Государственной думы, который отличается от изначального, ввиду досрочного прекращения полномочий некоторых депутатов (из-за смерти, по решению парламента или в результате добровольного сложения полномочий). Освободившиеся мандаты депутатов, избранных по одномандатным округам, заполняются посредством дополнительных выборов в этих же округах, а депутатов, избранных по партийным спискам, — посредством их передачи другим кандидатам из того же списка.

## Текущий список

#### Фракция Всероссийской политической партии «ЕДИНАЯ РОССИЯ»
1. Васильев, Владимир Абдуалиевич (лидер фракции)
2. Кузнецова, Анна Юрьевна (вице-спикер)
3. Пинский, Виктор Витальевич
4. Гурулёв, Андрей Викторович
5. Иванов, Максим Евгеньевич
6. Данчикова, Галина Иннокентьевна
7. Будуев, Николай Робертович
8. Василькова, Мария Викторовна
9. Каптелинина, Наталья Олеговна
10. Кара-оол, Шолбан Валерьевич (вице-спикер)
11. Власова, Вероника Валериевна
12. Киселёв, Михаил Сергеевич
13. Самокиш, Владимир Игоревич
14. Матвейчев, Олег Анатольевич
15. Петров, Вячеслав Анатольевич
16. Шаманов, Владимир Анатольевич
17. Жуков, Александр Дмитриевич (1-й вице-спикер)
18. Антропенко, Игорь Александрович
19. Кобылкин, Дмитрий Николаевич
20. Валеев, Эрнест Абдулович
21. Ануфриева, Ольга Николаевна
22. Лисовский, Сергей Фёдорович
23. Карпов, Анатолий Евгеньевич
24. Крашенинников, Павел Владимирович
25. Рябцева, Жанна Анатольевна
26. Бидонько, Сергей Юрьевич
27. Голиков, Олег Александрович
28. Вяткин, Дмитрий Фёдорович
29. Немкин, Антон Игоревич
30. Утяшева, Римма Амировна
31. Орлова, Наталья Алексеевна
32. Сенин, Владимир Борисович
33. Панькина, Ирина Александровна
34. Курбанов, Ризван Даниялович
35. Баталова, Рима Акбердиновна
36. Ильиных, Владимир Алексеевич
37. Симановский, Леонид Яковлевич
38. Гутенёв, Владимир Владимирович
39. Буранова, Лариса Николаевна
40. Бутина, Мария Валерьевна
41. Кисляков, Михаил Леонидович
42. Фаррахов, Айрат Закиевич
43. Ларионова, Татьяна Петровна
44. Метшин, Айдар Раисович
45. Топилин, Максим Анатольевич
46. Гаджиев, Руслан Гаджиевич
47. Иванов, Анатолий Петрович
48. Богуславский, Ирек Борисович
49. Калимуллин, Рустам Галиуллович
50. Макаров, Андрей Михайлович
51. Аршинова, Алёна Игоревна
52. Любарский, Роман Валерьевич
53. Станкевич, Юрий Аркадьевич
54. Морозов, Сергей Иванович
55. Хор, Глеб Яковлевич
56. Кидяев, Виктор Борисович
57. Ефимов, Виталий Борисович
58. Каденков, Дмитрий Михайлович
59. Пискарёв, Василий Иванович
60. Ревенко, Евгений Васильевич
61. Сидякин, Александр Геннадьевич
62. Фролова, Тамара Ивановна
63. Говырин, Алексей Борисович
64. Веремеенко, Сергей Алексеевич
65. Терешкова, Валентина Владимировна
66. Туров, Артём Викторович
67. Щеглов, Николай Михайлович
68. Парфёнов, Андрей Борисович
69. Дьяконова, Татьяна Ивановна
70. Полуянова, Наталия Владимировна
71. Румянцев, Никита Геннадьевич
72. Солодовников, Иван Александрович
73. Ресин, Владимир Иосифович
74. Селиверстов, Виктор Валентинович
75. Картаполов, Андрей Валериевич
76. Метелев, Артём Павлович
77. Выборный, Анатолий Борисович
78. Дрожжина, Юлия Николаевна
79. Терентьев, Михаил Борисович
80. Агаев, Бекхан Вахаевич
81. Аршба, Отари Ионович
82. Кравченко, Денис Борисович
83. Полякова, Алла Викторовна
84. Занко, Ольга Николаевна
85. Борисов, Александр Александрович
86. Цунаева, Елена Моисеевна
87. Макаров, Вячеслав Серафимович
88. Боярский, Сергей Михайлович
89. Петров, Юрий Александрович
90. Фёдоров, Евгений Алексеевич
91. Горохов, Андрей Юрьевич
92. Никонов, Вячеслав Алексеевич
93. Водолацкий, Виктор Петрович
94. Шолохов, Александр Михайлович
95. Бородай, Александр Юрьевич
96. Москвичев, Евгений Сергеевич
97. Лихачёв, Виталий Викторович
98. Николаев, Николай Петрович
99. Аюпов, Ринат Зайдулаевич
100. Костенко, Наталья Васильевна
101. Пирог, Дмитрий Юрьевич
102. Долуда, Николай Александрович
103. Бессараб, Светлана Викторовна
104. Кривоносов, Сергей Владимирович
105. Ткачёв, Алексей Николаевич
106. Вороновский, Анатолий Владимирович
107. Кузнецов, Эдуард Анатольевич
108. Хасанов, Мурат Русланович
109. Шеремет, Михаил Сергеевич
110. Ивлев, Леонид Григорьевич
111. Белик, Дмитрий Анатольевич
112. Лавриненко, Алексей Фёдорович
113. Кармазина, Раиса Васильевна
114. Иванов, Владимир Валерьевич
115. Геккиев, Заур Далхатович
116. Родина, Виктория Сергеевна
117. Старшинов, Михаил Евгеньевич
118. Нурбагандов, Нурбаганд Магомедович
119. Умаханов, Сайгидпаша Дарбишевич
120. Абакаров, Хизри Магомедович
121. Бичаев, Артём Александрович
122. Хамзаев, Бийсултан Султанбиевич
123. Барахоев, Бекхан Абдулхамидович
124. Макиев, Зураб Гайозович
125. Саралиев, Шамсаил Юнусович
126. Догаев, Ахмед Шамханович
127. Лечхаджиев, Руслан Абдулвахиевич
128. Резник, Владислав Матусович
129. Птицын, Роман Викторович
130. Марданшин, Рафаэль Мирхатимович
131. Аиткулова, Эльвира Ринатовна
132. Байгускаров, Зариф Закирович
133. Гильмутдинов, Динар Загитович
134. Дамдинцурунов, Вячеслав Анатольевич
135. Гаджиев, Абдулхаким Кутбудинович
136. Гаджиев, Мурад Станиславович
137. Гасанов, Джамаладин Набиевич
138. Татриев, Муслим Барисович
139. Шхагошев, Адальби Люлевич
140. Башанкаев, Бадма Николаевич
141. Узденов, Солтан Джашарбекович
142. Пивненко, Валентина Николаевна
143. Нестеренко, Юрий Юрьевич
144. Бахарев, Константин Михайлович
145. Бабашов, Леонид Иванович
146. Оглоблина, Юлия Васильевна
147. Таймазов, Артур Борисович
148. Вольфсон, Илья Светославович
149. Гильмутдинов, Ильдар Ирекович
150. Морозов, Олег Викторович
151. Когогина, Альфия Гумаровна
152. Ягафаров, Азат Фердинандович
153. Нуриев, Марат Абдулхаевич
154. Сарыглар, Айдын Николаевич
155. Исаев, Андрей Константинович
156. Гарин, Олег Владимирович
157. Шульгинов, Николай Григорьевич
158. Делимханов, Адам Султанович
159. Салаева, Алла Леонидовна
160. Бессарабов, Даниил Владимирович
161. Лоор, Иван Иванович
162. Скачков, Александр Анатольевич
163. Яровая, Ирина Анатольевна (вице-спикер)
164. Ламейкин, Дмитрий Викторович
165. Демченко, Иван Иванович
166. Алтухов, Сергей Викторович
167. Затулин, Константин Фёдорович
168. Езубов, Алексей Петрович
169. Дорошенко, Андрей Николаевич
170. Лоцманов, Дмитрий Николаевич
171. Швыткин, Юрий Николаевич
172. Дроздов, Александр Сергеевич
173. Ерёмин, Сергей Васильевич
174. Веллер, Алексей Борисович
175. Шубин, Игорь Николаевич
176. Водянов, Роман Михайлович
177. Скриванов, Дмитрий Станиславович
178. Ивенских, Ирина Валентиновна
179. Щербаков, Александр Владимирович
180. Новиков, Владимир Михайлович
181. Николаева, Виктория Викторовна
182. Кузьмин, Михаил Владимирович
183. Тимофеева, Ольга Викторовна
184. Казакова, Ольга Михайловна
185. Бондаренко, Елена Вениаминовна
186. Гладких, Борис Михайлович
187. Симигин, Павел Владимирович
188. Логинов, Вячеслав Юрьевич
189. Спиридонов, Александр Юрьевич
190. Вторыгина, Елена Андреевна
191. Огуль, Леонид Анатольевич
192. Скруг, Валерий Степанович
193. Скоч, Андрей Владимирович
194. Валуев, Николай Сергеевич
195. Матыцин, Олег Васильевич
196. Игошин, Игорь Николаевич
197. Аникеев, Григорий Викторович
198. Волоцков, Алексей Анатольевич
199. Гимбатов, Андрей Петрович
200. Плотников, Владимир Николаевич
201. Савченко, Олег Владимирович
202. Артамонова, Валентина Николаевна
203. Канаев, Алексей Валерианович
204. Пономарёв, Аркадий Николаевич
205. Чижов, Сергей Викторович
206. Марков, Андрей Павлович
207. Гордеев, Алексей Васильевич (вице-спикер)
208. Смирнов, Виктор Владимирович
209. Кизеев, Михаил Владимирович
210. Красноштанов, Антон Алексеевич
211. Тен, Сергей Юрьевич
212. Якубовский, Александр Владимирович
213. Колесник, Андрей Иванович
214. Оргеева, Марина Эдуардовна
215. Коробова, Ольга Владимировна
216. Скляр, Геннадий Иванович
217. Горелкин, Антон Вадимович
218. Исламов, Дмитрий Викторович
219. Федяев, Павел Михайлович
220. Максимов, Александр Александрович
221. Азимов, Рахим Азизбоевич
222. Валенчук, Олег Дорианович
223. Ситников, Алексей Владимирович
224. Ильтяков, Александр Владимирович
225. Харченко, Екатерина Владимировна
226. Германова, Ольга Михайловна
227. Журова, Светлана Сергеевна
228. Яхнюк, Сергей Васильевич
229. Петров, Сергей Валериевич
230. Аверов, Дмитрий Львович
231. Басанский, Антон Александрович
232. Фомичёв, Вячеслав Васильевич
233. Роднина, Ирина Константиновна
234. Чаплин, Никита Юрьевич
235. Колунов, Сергей Владимирович
236. Терюшков, Роман Игоревич
237. Майданов, Денис Васильевич
238. Панин, Геннадий Олегович
239. Фетисов, Вячеслав Александрович
240. Пахомов, Сергей Александрович
241. Коган, Александр Борисович
242. Толмачёв, Александр Романович
243. Кусайко, Татьяна Алексеевна
244. Лесун, Анатолий Фёдорович
245. Лебедев, Евгений Викторович
246. Назарова, Наталья Васильевна
247. Булавинов, Вадим Евгеньевич
248. Кавинов, Артём Александрович
249. Кирьянов, Артём Юрьевич
250. Иванинский, Олег Иванович
251. Савельев, Дмитрий Иванович
252. Игнатов, Виктор Александрович
253. Фадина, Оксана Николаевна
254. Аникеев, Андрей Анатольевич
255. Димов, Олег Дмитриевич
256. Заварзин, Виктор Михайлович
257. Пилипенко, Ольга Васильевна
258. Руденский, Игорь Николаевич
259. Самокутяев, Александр Михайлович
260. Козловский, Александр Николаевич
261. Тутова, Лариса Николаевна
262. Гетта, Антон Александрович
263. Бурлаков, Сергей Владимирович
264. Абрамченко, Виктория Валериевна (вице-спикер)
265. Гончаров, Николай Александрович
266. Стенякина, Екатерина Петровна
267. Дерябкин, Виктор Ефимович
268. Красов, Андрей Леонидович
269. Казаков, Виктор Алексеевич
270. Трифонов, Андрей Фёдорович
271. Володин, Вячеслав Викторович (спикер)
272. Панков, Николай Васильевич
273. Воробьёв, Андрей Викторович
274. Стрелюхин, Александр Михайлович
275. Карлов, Георгий Александрович
276. Альшевских, Андрей Геннадьевич
277. Ковпак, Лев Игоревич
278. Чепиков, Сергей Владимирович
279. Захаров, Константин Юрьевич
280. Иванов, Максим Анатольевич
281. Муцоев, Зелимхан Аликоевич
282. Шипулин, Антон Владимирович
283. Неверов, Сергей Иванович
284. Поляков, Александр Алексеевич
285. Саранова, Юлия Владимировна
286. Соломатина, Татьяна Васильевна
287. Дзюба, Виктор Викторович
288. Школкина, Надежда Васильевна
289. Брыкин, Николай Гаврилович
290. Квитка, Иван Иванович
291. Кононов, Владимир Михайлович
292. Третьяк, Владислав Александрович
293. Павлов, Владимир Викторович
294. Бурматов, Владимир Владимирович
295. Бахметьев, Виталий Викторович
296. Колесников, Олег Алексеевич
297. Баженов, Тимофей Тимофеевич
298. Попов, Евгений Георгиевич
299. Толстой, Пётр Олегович (вице-спикер)
300. Разворотнева, Светлана Викторовна
301. Саблин, Дмитрий Вадимович
302. Нифантьев, Евгений Олегович
303. Буцкая, Татьяна Викторовна
304. Мажуга, Александр Георгиевич
305. Белых, Ирина Викторовна
306. Румянцев, Александр Григорьевич
307. Романенко, Роман Юрьевич
308. Романов, Михаил Валентинович
309. Тетердинко, Александр Павлович
310. Цед, Николай Григорьевич
311. Соловьёв, Сергей Анатольевич
312. Милонов, Виталий Валентинович
313. Лобач, Татьяна Георгиевна
314. Петров, Александр Петрович
315. Коткин, Сергей Николаевич
316. Завальный, Павел Николаевич
317. Шувалов, Вадим Николаевич
318. Евтюхова, Елена Александровна
319. Погорелый, Дмитрий Викторович

#### Фракция Политической партии «КОММУНИСТИЧЕСКАЯ ПАРТИЯ РОССИЙСКОЙ ФЕДЕРАЦИИ»
1. Зюганов, Геннадий Андреевич (лидер фракции)
2. Савицкая, Светлана Евгеньевна
3. Афонин, Юрий Вячеславович
4. Мельников, Иван Иванович (1-й вице-спикер)
5. Кашин, Владимир Иванович
6. Новиков, Дмитрий Георгиевич
7. Харитонов, Николай Михайлович
8. Коломейцев, Николай Васильевич
9. Шаргунов, Сергей Александрович
10. Кумин, Вадим Валентинович
11. Синельщиков, Юрий Петрович
12. Тайсаев, Казбек Куцукович
13. Куринный, Алексей Владимирович
14. Глазкова, Анжелика Егоровна
15. Ющенко, Александр Андреевич
16. Мархаев, Вячеслав Михайлович
17. Кочиев, Роберт Иванович
18. Бифов, Анатолий Жамалович
19. Арефьев, Николай Васильевич
20. Комоцкий, Борис Олегович
21. Филатова, Ирина Анатольевна
22. Левченко, Сергей Георгиевич
23. Прокофьев, Артём Вячеславович
24. Дробот, Мария Владимировна
25. Бабич, Иван Николаевич
26. Осадчий, Николай Иванович
27. Корниенко, Алексей Викторович
28. Гаврилов, Сергей Анатольевич
29. Иванов, Николай Николаевич
30. Лябихов, Роман Михайлович
31. Лебедев, Олег Александрович
32. Алимова, Ольга Николаевна
33. Исаков, Владимир Павлович
34. Сулейманов, Ренат Исмаилович
35. Егоров, Владислав Иванович
36. Берулава, Михаил Николаевич
37. Пантелеев, Сергей Михайлович
38. Камнев, Георгий Петрович
39. Васильев, Николай Иванович
40. Иванюженков, Борис Викторович
41. Соболев, Виктор Иванович
42. Авдеев, Михаил Юрьевич
43. Останина, Нина Александровна
44. Бессонов, Евгений Иванович
45. Езерский, Николай Николаевич
46. Обухов, Сергей Павлович
47. Парфёнов, Денис Андреевич
48. Удальцова, Анастасия Олеговна
49. Михайлов, Олег Алексеевич
50. Казанков, Сергей Иванович
51. Аммосов, Пётр Револьдович
52. Прусакова, Мария Николаевна
53. Щапов, Михаил Викторович
54. Алёхин, Андрей Анатольевич
55. Смолин, Олег Николаевич
56. Калашников, Леонид Иванович
57. Матвеев, Михаил Николаевич

#### Фракция Партии «СПРАВЕДЛИВАЯ РОССИЯ — ЗА ПРАВДУ»
1. Миронов, Сергей Михайлович (лидер фракции)
2. Семигин, Геннадий Юрьевич
3. Бабаков, Александр Михайлович (вице-спикер)
4. Терентьев, Александр Васильевич
5. Тумусов, Федот Семёнович
6. Каноков, Тимур Борисович
7. Ананских, Игорь Александрович
8. Ким, Марина Евгеньевна
9. Гусев, Дмитрий Геннадьевич
10. Чепа, Алексей Васильевич
11. Ремезков, Александр Александрович
12. Кузнецов, Андрей Анатольевич
13. Лантратова, Яна Валерьевна
14. Кабышев, Сергей Владимирович
15. Делягин, Михаил Геннадьевич
16. Нилов, Олег Анатольевич
17. Новичков, Николай Владимирович
18. Бурляев, Николай Петрович
19. Кузнецов, Дмитрий Вадимович
20. Аксаков, Анатолий Геннадьевич
21. Григорьев, Юрий Иннокентьевич
22. Аксёненко, Александр Сергеевич
23. Гартунг, Валерий Карлович
24. Лисицын, Анатолий Иванович
25. Грешневиков, Анатолий Николаевич
26. Хованская, Галина Петровна
27. Вассерман, Анатолий Александрович
28. Драпеко, Елена Григорьевна

#### Фракция Политической партии ЛДПР — Либерально-демократическая партия России
1. Слуцкий, Леонид Эдуардович (лидер фракции)
2. Каргинов, Сергей Генрихович
3. Нилов, Ярослав Евгеньевич
4. Сипягин, Владимир Владимирович
5. Кулиева, Василина Васильевна
6. Чернышов, Борис Александрович (вице-спикер)
7. Луговой, Андрей Константинович
8. Свищёв, Дмитрий Александрович
9. Селезнёв, Валерий Сергеевич
10. Панеш, Каплан Мугдинович
11. Свистунов, Аркадий Николаевич
12. Наумов, Станислав Александрович
13. Кошелев, Владимир Алексеевич
14. Мусатов, Иван Михайлович
15. Марков, Евгений Владимирович
16. Сухарев, Иван Константинович
17. Свинцов, Андрей Николаевич
18. Пайкин, Борис Романович
19. Напсо, Юрий Аисович
20. Шайхутдинов, Рифат Габдулхакович
21. Леонов, Сергей Дмитриевич
22. Журавлёв, Алексей Александрович
23. Диденко, Алексей Николаевич

#### Фракция Политической партии «НОВЫЕ ЛЮДИ»
1. Нечаев, Алексей Геннадьевич (лидер фракции)
2. Авксентьева, Сардана Владимировна
3. Даванков, Владислав Андреевич (вице-спикер)
4. Арапов, Георгий Константинович
5. Самылин, Ярослав Алексеевич
6. Чемерис, Роза Басировна
7. Ткачёв, Антон Олегович
8. Дёмин, Александр Вячеславович
9. Хамитов, Амир Махсудович
10. Плякин, Владимир Владимирович
11. Скрозникова, Анна Валерьевна
12. Горячева, Ксения Александровна
13. Тарбаев, Сангаджи Андреевич
14. Певцов, Дмитрий Анатольевич
15. Леонов, Олег Юрьевич

#### Депутаты, не входящие во фракции
1. Дмитриева, Оксана Генриховна
2. Марченко, Евгений Евгеньевич[1]

#### Вакантные депутатские мандаты
8 мандатов

## Выбывшие депутаты

### Всероссийская политическая партия «ЕДИНАЯ РОССИЯ»
1. Баталина, Ольга Юрьевна — сдала мандат 14 октября 2021 года в связи с назначением первым заместителем министра труда и социальной защиты. 27 октября 2021 года мандат передан Анатолию Карпову.
2. Авдеев, Александр Александрович — сдал мандат 14 октября 2021 года в связи с назначением врио губернатора Владимирской области. 27 октября 2021 года мандат передан Юрию Петрову.
3. Черняк, Алексей Юрьевич — сдал мандат 13 сентября 2022 года. Мандат получил Юрий Нестеренко по итогам досрочных выборов в Государственную думу (ЕДГ-2023) по одномандатному округу № 19.
4. Петрунин, Николай Юрьевич — умер 12 октября 2022 года. 2 ноября 2022 года мандат передан Андрею Парфёнову.
5. Борцов, Николай Иванович — умер 23 апреля 2023 года. Мандат получил Дмитрий Аверов по итогам досрочных выборов в Государственную думу (ЕДГ-2023) по одномандатному округу № 114.
6. Узденов, Джашарбек Борисович — умер 23 апреля 2023 года. Мандат получил его сын Солтан по итогам досрочных выборов в Государственную думу (ЕДГ-2023) по одномандатному округу № 16.
7. Зубарев, Виктор Владиславович — умер 31 мая 2023 года. Мандат получил Сергей Ерёмин по итогам досрочных выборов в Государственную думу (ЕДГ-2023) по одномандатному округу № 56.
8. Кастюкевич, Игорь Юрьевич — сдал мандат 15 сентября 2023 года. 26 сентября 2023 года мандат передан Александру Сидякину.
9. Сокол, Сергей Михайлович — сдал мандат 15 сентября 2023 года. Мандат получил поддержанный партиями «Единая Россия» и КПРФ самовыдвиженец Николай Шульгинов по итогам досрочных выборов в Государственную думу (ЕДГ-2024) по одномандатному округу № 35.
10. Ямпольская, Елена Александровна — сдала мандат 21 мая 2024 года в связи с назначением советником Президента. 5 июня 2024 года мандат передан Анатолию Иванову.
11. Кушнарёв, Виталий Васильевич — сдал мандат 28 мая 2024 года. Мандат получила Виктория Абрамченко по итогам досрочных выборов в Государственную думу (ЕДГ-2024) по одномандатному округу № 152.
12. Алексеенко, Николай Николаевич — сдал мандат 28 мая 2024 года. Мандат получил Олег Матыцин по итогам досрочных выборов в Государственную думу (ЕДГ-2024) по одномандатному округу № 78.
13. Чилингаров, Артур Николаевич — умер 1 июня 2024 года. 26 июня 2024 года мандат передан Наталье Каптелининой.
14. Прокопьев, Александр Сергеевич — сдал мандат 3 июля 2024 года в связи с назначением заместителем председателя правительства Республики Алтай и министром экономического развития. В связи с принятием 20 мая  2025 закона о запрете проведения дополнительных  выборов в год предшествующий основным мандат останется вакантным более двух лет до выборов 20 сентября 2026 года.
15. Хубезов, Дмитрий Анатольевич — сдал мандат 15 октября 2024 года в связи с назначением заместителем председателя правительства Республики Алтай и министром здравоохранения. В связи с принятием 20 мая  2025 закона о запрете проведения дополнительных  выборов в год предшествующий основным мандат останется вакантным более двух лет до выборов 20 сентября 2026 года.
16. Первышов, Евгений Алексеевич — сдал мандат 12 ноября 2024 года в связи с назначением временно исполняющим обязанности главы Тамбовской области. В связи с принятием 20 мая  2025 закона о запрете проведения дополнительных  выборов в год предшествующий основным мандат останется вакантным более полутора лет до выборов 20 сентября 2026 года.
17. Хинштейн, Александр Евсеевич — сдал мандат 11 декабря 2024 года в связи с назначением временно исполняющим обязанности губернатора Курской области. В связи с принятием 20 мая  2025 закона о запрете проведения дополнительных  выборов в год предшествующий основным мандат останется вакантным более полутора лет до выборов 20 сентября 2026 года.
18. Исламов, Дмитрий Викторович - сдал мандат, назначен статс-секретарем заместителем министра энергетики 4 марта 2025. В связи с принятием 20 мая  2025 закона о запрете проведения дополнительных  выборов в год предшествующий основным мандат останется вакантным более полутора лет до выборов 20 сентября 2026 года.
19. Басанский, Антон Александрович -  сдал мандат 10 марта 2025, назначен статс-секретарем заместителем министра по развитию Дальнего востока и Арктики. В связи с принятием 20 мая  2025 закона о запрете проведения дополнительных  выборов в год предшествующий основным мандат останется вакантным более полутора лет до выборов 20 сентября 2026 года.
20. Качкаев, Павел Рюрикович — умер 5 мая 2025 года. В связи с принятием 20 мая  2025 закона о запрете проведения дополнительных  выборов в год предшествующий основным мандат останется вакантным более года до выборов 20 сентября 2026 года.
21. Савченко, Олег Владимирович -  сдал мандат 20 мая 2025, перешёл на другую работу.. В связи с принятием 20 мая  2025 закона о запрете проведения дополнительных  выборов в год предшествующий основным мандат останется вакантным более года до выборов 20 сентября 2026 года.

### Политическая партия ЛДПР — Либерально-демократическая партия России
1. Жириновский, Владимир Вольфович — умер 6 апреля 2022 года. В связи с нахождением в федеральной части списка мандат передан Андрею Свинцову из региональной группы 41.
2. Власов, Василий Максимович — лишён мандата 1 ноября 2023 года за «прогулы» более 60 % заседаний комиссии по регламенту в соответствии с решением парламента. В связи с нахождением в федеральной части списка мандат передан Василине Кулиевой из региональной группы 19.

### Партия «СПРАВЕДЛИВАЯ РОССИЯ — ЗА ПРАВДУ»
1. Прилепин, Евгений Николаевич — сдал мандат 14 октября 2021 года[2]. В связи с нахождением в федеральной части списка мандат передан Дмитрию Кузнецову из региональной группы 36.
2. Белоусов, Вадим Владимирович — лишён мандата 1 ноября 2023 года за длительную неявку на заседания (ранее был объявлен в уголовный розыск по осуждению за крупную взятку). Партия предложила передать мандат Олесе Редькиной, но из-за возбуждённого в её отношении уголовного дела мандат передан 5 июня 2024 года Марине Ким.

### Партия «НОВЫЕ ЛЮДИ»
1. Чудаев, Сергей Дмитриевич — сдал мандат 18 октября 2021 года. В связи с отсутствием других кандидатов в региональной группе мандат передан Антону Ткачёву из региональной группы 19.
2. Гулин, Максим Алексеевич — сдал мандат 16 марта 2023 года в связи с переходом в РДДМ «Движение первых». 29 марта 2023 года мандат передан Анне Скрозниковой.
3. Шилкин, Григорий Владимирович — сдал мандат 30 июля 2024 года в связи с решением вернуться в бизнес. 14 августа 2024 года мандат передан Ярославу Самылину из региональной группы 37.

### Партия КПРФ
1. Рашкин, Валерий Федорович — лишён мандата 25 мая 2022 года в соответствии с приговором суда, по уголовному делу за незаконную охоту. Мандат передан Анастасии Удальцовой.
2. Блоцкий, Владимир Николаевич — сдал мандат 4 декабря 2023 года в связи с решением вернуться в бизнес. Мандат передан Владиславу Егорову.

## Список депутатов, по данным ЦИК
Выбывшие депутаты обозначены курсивом. Умершие депутаты отмечены знаком †.

### По федеральному избирательному округу

#### Политическая партия «КОММУНИСТИЧЕСКАЯ ПАРТИЯ РОССИЙСКОЙ ФЕДЕРАЦИИ»
1. Зюганов, Геннадий Андреевич
2. Савицкая, Светлана Евгеньевна
3. Афонин, Юрий Вячеславович
4. Мельников, Иван Иванович
5. Кашин, Владимир Иванович
6. Новиков, Дмитрий Георгиевич
7. Харитонов, Николай Михайлович
8. Коломейцев, Николай Васильевич
9. Шаргунов, Сергей Александрович
10. Кумин, Вадим Валентинович
11. Синельщиков, Юрий Петрович
12. Тайсаев, Казбек Куцукович
13. Куринный, Алексей Владимирович
14. Глазкова, Анжелика Егоровна
15. Ющенко, Александр Андреевич
16. Мархаев, Вячеслав Михайлович
17. Кочиев, Роберт Иванович
18. Бифов, Анатолий Жамалович
19. Арефьев, Николай Васильевич
20. Комоцкий, Борис Олегович
21. Филатова, Ирина Анатольевна
22. Левченко, Сергей Георгиевич
23. Прокофьев, Артём Вячеславович
24. Дробот, Мария Владимировна
25. Бабич, Иван Николаевич
26. Осадчий, Николай Иванович
27. Корниенко, Алексей Викторович
28. Гаврилов, Сергей Анатольевич
29. Иванов, Николай Николаевич
30. Лябихов, Роман Михайлович
31. Лебедев, Олег Александрович
32. Алимова, Ольга Николаевна
33. Исаков, Владимир Павлович
34. Сулейманов, Ренат Исмаилович
35. Блоцкий, Владимир Николаевич
36. Берулава, Михаил Николаевич
37. Пантелеев, Сергей Михайлович
38. Камнев, Георгий Петрович
39. Васильев, Николай Иванович
40. Иванюженков, Борис Викторович
41. Соболев, Виктор Иванович
42. Авдеев, Михаил Юрьевич
43. Останина, Нина Александровна
44. Бессонов, Евгений Иванович
45. Езерский, Николай Николаевич
46. Рашкин, Валерий Фёдорович
47. Обухов, Сергей Павлович
48. Парфёнов, Денис Андреевич

#### Политическая партия ЛДПР — Либерально-демократическая партия России
1. Жириновский, Владимир Вольфович †
2. Слуцкий, Леонид Эдуардович
3. Каргинов, Сергей Генрихович
4. Нилов, Ярослав Евгеньевич
5. Сипягин, Владимир Владимирович
6. Власов, Василий Максимович
7. Чернышов, Борис Александрович
8. Луговой, Андрей Константинович
9. Свищёв, Дмитрий Александрович
10. Селезнёв, Валерий Сергеевич
11. Панеш, Каплан Мугдинович
12. Свистунов, Аркадий Николаевич
13. Наумов, Станислав Александрович
14. Кошелев, Владимир Алексеевич
15. Мусатов, Иван Михайлович
16. Марков, Евгений Владимирович
17. Сухарев, Иван Константинович
18. Пайкин, Борис Романович
19. Напсо, Юрий Аисович

#### Политическая партия «НОВЫЕ ЛЮДИ»
1. Нечаев, Алексей Геннадьевич
2. Авксентьева, Сардана Владимировна
3. Даванков, Владислав Андреевич
4. Арапов, Георгий Константинович
5. Шилкин, Григорий Владимирович
6. Чудаев, Сергей Дмитриевич
7. Чемерис, Роза Басировна
8. Дёмин, Александр Вячеславович
9. Хамитов, Амир Махсудович
10. Плякин, Владимир Владимирович
11. Гулин, Максим Алексеевич
12. Горячева, Ксения Александровна
13. Тарбаев, Сангаджи Андреевич

#### Всероссийская политическая партия «ЕДИНАЯ РОССИЯ»
1. Кузнецова, Анна Юрьевна
2. Пинский, Виктор Витальевич
3. Гурулёв, Андрей Викторович
4. Иванов, Максим Евгеньевич
5. Данчикова, Галина Иннокентьевна
6. Будуев, Николай Робертович
7. Василькова, Мария Викторовна
8. Чилингаров, Артур Николаевич †
9. Кара-оол, Шолбан Валерьевич
10. Власова, Вероника Валериевна
11. Киселёв, Михаил Сергеевич
12. Самокиш, Владимир Игоревич
13. Матвейчев, Олег Анатольевич
14. Петров, Вячеслав Анатольевич
15. Шаманов, Владимир Анатольевич
16. Жуков, Александр Дмитриевич
17. Антропенко, Игорь Александрович
18. Кобылкин, Дмитрий Николаевич
19. Валеев, Эрнест Абдулович
20. Ануфриева, Ольга Николаевна
21. Лисовский, Сергей Фёдорович
22. Крашенинников, Павел Владимирович
23. Рябцева, Жанна Анатольевна
24. Бидонько, Сергей Юрьевич
25. Голиков, Олег Александрович
26. Вяткин, Дмитрий Фёдорович
27. Немкин, Антон Игоревич
28. Утяшева, Римма Амировна
29. Орлова, Наталья Алексеевна
30. Сенин, Владимир Борисович
31. Панькина, Ирина Александровна
32. Курбанов, Ризван Даниялович
33. Баталова, Рима Акбердиновна
34. Ильиных, Владимир Алексеевич
35. Симановский, Леонид Яковлевич
36. Гутенёв, Владимир Владимирович
37. Буранова, Лариса Николаевна
38. Бутина, Мария Валерьевна
39. Кисляков, Михаил Леонидович
40. Фаррахов, Айрат Закиевич
41. Ларионова, Татьяна Петровна
42. Метшин, Айдар Раисович
43. Топилин, Максим Анатольевич
44. Гаджиев, Руслан Гаджиевич
45. Ямпольская, Елена Александровна
46. Богуславский, Ирек Борисович
47. Калимуллин, Рустам Галиуллович
48. Макаров, Андрей Михайлович
49. Аршинова, Алёна Игоревна
50. Любарский, Роман Валерьевич
51. Станкевич, Юрий Аркадьевич
52. Морозов, Сергей Иванович
53. Хор, Глеб Яковлевич
54. Кидяев, Виктор Борисович
55. Ефимов, Виталий Борисович
56. Баталина, Ольга Юрьевна
57. Каденков, Дмитрий Михайлович
58. Пискарёв, Василий Иванович
59. Ревенко, Евгений Васильевич
60. Кастюкевич, Игорь Юрьевич
61. Фролова, Тамара Ивановна
62. Говырин, Алексей Борисович
63. Веремеенко, Сергей Алексеевич
64. Терешкова, Валентина Владимировна
65. Туров, Артём Викторович
66. Щеглов, Николай Михайлович
67. Авдеев, Александр Александрович
68. Петрунин, Николай Юрьевич †
69. Дьяконова, Татьяна Ивановна
70. Полуянова, Наталия Владимировна
71. Румянцев, Никита Геннадьевич
72. Солодовников, Иван Александрович
73. Ресин, Владимир Иосифович
74. Селиверстов, Виктор Валентинович
75. Картаполов, Андрей Валериевич
76. Метелев, Артём Павлович
77. Выборный, Анатолий Борисович
78. Дрожжина, Юлия Николаевна
79. Терентьев, Михаил Борисович
80. Агаев, Бекхан Вахаевич
81. Аршба, Отари Ионович
82. Кравченко, Денис Борисович
83. Полякова, Алла Викторовна
84. Занко, Ольга Николаевна
85. Борисов, Александр Александрович
86. Цунаева, Елена Моисеевна
87. Макаров, Вячеслав Серафимович
88. Боярский, Сергей Михайлович
89. Фёдоров, Евгений Алексеевич
90. Горохов, Андрей Юрьевич
91. Никонов, Вячеслав Алексеевич
92. Водолацкий, Виктор Петрович
93. Шолохов, Александр Михайлович
94. Бородай, Александр Юрьевич
95. Москвичев, Евгений Сергеевич
96. Лихачёв, Виталий Викторович
97. Николаев, Николай Петрович
98. Аюпов, Ринат Зайдулаевич
99. Костенко, Наталья Васильевна
100. Пирог, Дмитрий Юрьевич
101. Долуда, Николай Александрович
102. Бессараб, Светлана Викторовна
103. Кривоносов, Сергей Владимирович
104. Ткачёв, Алексей Николаевич
105. Вороновский, Анатолий Владимирович
106. Кузнецов, Эдуард Анатольевич
107. Хасанов, Мурат Русланович
108. Шеремет, Михаил Сергеевич
109. Ивлев, Леонид Григорьевич
110. Белик, Дмитрий Анатольевич
111. Лавриненко, Алексей Фёдорович
112. Кармазина, Раиса Васильевна
113. Иванов, Владимир Валерьевич
114. Геккиев, Заур Далхатович
115. Родина, Виктория Сергеевна
116. Старшинов, Михаил Евгеньевич
117. Нурбагандов, Нурбаганд Магомедович
118. Умаханов, Сайгидпаша Дарбишевич
119. Абакаров, Хизри Магомедович
120. Бичаев, Артём Александрович
121. Хамзаев, Бийсултан Султанбиевич
122. Барахоев, Бекхан Абдулхамидович
123. Макиев, Зураб Гайозович
124. Саралиев, Шамсаил Юнусович
125. Догаев, Ахмед Шамханович
126. Лечхаджиев, Руслан Абдулвахиевич

#### Партия СПРАВЕДЛИВАЯ РОССИЯ — ЗА ПРАВДУ
1. Миронов, Сергей Михайлович
2. Прилепин, Евгений Николаевич
3. Семигин, Геннадий Юрьевич
4. Бабаков, Александр Михайлович
5. Терентьев, Александр Васильевич
6. Тумусов, Федот Семёнович
7. Каноков, Тимур Борисович
8. Ананских, Игорь Александрович
9. Белоусов, Вадим Владимирович
10. Гусев, Дмитрий Геннадьевич
11. Чепа, Алексей Васильевич
12. Ремезков, Александр Александрович
13. Кузнецов, Андрей Анатольевич
14. Лантратова, Яна Валерьевна
15. Кабышев, Сергей Владимирович
16. Делягин, Михаил Геннадьевич
17. Нилов, Олег Анатольевич
18. Новичков, Николай Владимирович
19. Бурляев, Николай Петрович

### Депутаты, избранные по одномандатным округам
| №   | Субъект федерации                        | Название округа      | ФИО                                 | Партия      | Партия                | Фракция       | Фракция |
| --- | ---------------------------------------- | -------------------- | ----------------------------------- | ----------- | --------------------- | ------------- | ------- |
| 1   | Адыгея                                   | Адыгейский           | Резник, Владислав Матусович         |             | Самовыдвижение        | Единая Россия |         |
| 2   | Республика Алтай                         | Алтайский            | Птицын, Роман Викторович            |             | Единая Россия         | Единая Россия |         |
| 3   | Республика Башкортостан                  | Уфимский             | Качкаев, Павел Рюрикович †          |             | Единая Россия         | Единая Россия |         |
| 4   | Республика Башкортостан                  | Благовещенский       | Марданшин, Рафаэль Мирхатимович     |             | Единая Россия         | Единая Россия |         |
| 5   | Республика Башкортостан                  | Белорецкий           | Аиткулова, Эльвира Ринатовна        |             | Единая Россия         | Единая Россия |         |
| 6   | Республика Башкортостан                  | Нефтекамский         | Шайхутдинов, Рифат Габдулхакович    |             | Гражданская платформа | ЛДПР          |         |
| 7   | Республика Башкортостан                  | Салаватский          | Байгускаров, Зариф Закирович        |             | Единая Россия         | Единая Россия |         |
| 8   | Республика Башкортостан                  | Стерлитамакский      | Гильмутдинов, Динар Загитович       |             | Единая Россия         | Единая Россия |         |
| 9   | Республика Бурятия                       | Бурятский            | Дамдинцурунов, Вячеслав Анатольевич |             | Единая Россия         | Единая Россия |         |
| 10  | Республика Дагестан                      | Северный             | Гаджиев, Абдулхаким Кутбудинович    |             | Единая Россия         | Единая Россия |         |
| 11  | Республика Дагестан                      | Центральный          | Гаджиев, Мурад Станиславович        |             | Единая Россия         | Единая Россия |         |
| 12  | Республика Дагестан                      | Южный                | Гасанов, Джамаладин Набиевич        |             | Единая Россия         | Единая Россия |         |
| 13  | Республика Ингушетия                     | Ингушский            | Татриев, Муслим Барисович           |             | Единая Россия         | Единая Россия |         |
| 14  | Кабардино-Балкарская Республика          | Кабардино-Балкарский | Шхагошев, Адальби Люлевич           |             | Единая Россия         | Единая Россия |         |
| 15  | Республика Калмыкия                      | Калмыцкий            | Башанкаев, Бадма Николаевич         |             | Единая Россия         | Единая Россия |         |
| 16  | Карачаево-Черкесская Республика          | Карачаево-Черкесский | Узденов, Джашарбек Борисович †      |             | Единая Россия         | Единая Россия |         |
| 16  | Карачаево-Черкесская Республика          | Карачаево-Черкесский | Узденов, Солтан Джашарбекович       |             | Единая Россия         | Единая Россия |         |
| 17  | Республика Карелия                       | Карельский           | Пивненко, Валентина Николаевна      |             | Единая Россия         | Единая Россия |         |
| 18  | Республика Коми                          | Сыктывкарский        | Михайлов, Олег Алексеевич           |             | КПРФ                  | КПРФ          |         |
| 19  | Республика Крым                          | Симферопольский      | Черняк, Алексей Юрьевич             |             | Единая Россия         | Единая Россия |         |
| 19  | Республика Крым                          | Симферопольский      | Нестеренко, Юрий Юрьевич            |             | Единая Россия         | Единая Россия |         |
| 20  | Республика Крым                          | Керченский           | Бахарев, Константин Михайлович      |             | Единая Россия         | Единая Россия |         |
| 21  | Республика Крым                          | Евпаторийский        | Бабашов, Леонид Иванович            |             | Самовыдвижение        | Единая Россия |         |
| 22  | Республика Марий Эл                      | Марийский            | Казанков, Сергей Иванович           |             | КПРФ                  | КПРФ          |         |
| 23  | Республика Мордовия                      | Мордовский           | Оглоблина, Юлия Васильевна          |             | Единая Россия         | Единая Россия |         |
| 24  | Республика Саха (Якутия)                 | Якутский             | Аммосов, Пётр Револьдович           |             | КПРФ                  | КПРФ          |         |
| 25  | Республика Северная Осетия — Алания      | Северо-Осетинский    | Таймазов, Артур Борисович           |             | Единая Россия         | Единая Россия |         |
| 26  | Республика Татарстан                     | Приволжский          | Вольфсон, Илья Светославович        |             | Единая Россия         | Единая Россия |         |
| 27  | Республика Татарстан                     | Московский           | Гильмутдинов, Ильдар Ирекович       |             | Единая Россия         | Единая Россия |         |
| 28  | Республика Татарстан                     | Нижнекамский         | Морозов, Олег Викторович            |             | Единая Россия         | Единая Россия |         |
| 29  | Республика Татарстан                     | Набережно-Челнинский | Когогина, Альфия Гумаровна          |             | Единая Россия         | Единая Россия |         |
| 30  | Республика Татарстан                     | Альметьевский        | Ягафаров, Азат Фердинандович        |             | Единая Россия         | Единая Россия |         |
| 31  | Республика Татарстан                     | Центральный          | Нуриев, Марат Абдулхаевич           |             | Единая Россия         | Единая Россия |         |
| 32  | Республика Тыва                          | Тывинский            | Сарыглар, Айдын Николаевич          |             | Единая Россия         | Единая Россия |         |
| 33  | Удмуртская Республика                    | Удмуртский           | Исаев, Андрей Константинович        |             | Единая Россия         | Единая Россия |         |
| 34  | Удмуртская Республика                    | Ижевский             | Гарин, Олег Владимирович            |             | Единая Россия         | Единая Россия |         |
| 35  | Республика Хакасия                       | Хакасский            | Сокол, Сергей Михайлович            |             | Единая Россия         | Единая Россия |         |
| 35  | Республика Хакасия                       | Хакасский            | Шульгинов, Николай Григорьевич      |             | Самовыдвижение        | Единая Россия |         |
| 36  | Чеченская Республика                     | Чеченский            | Делимханов, Адам Султанович         |             | Единая Россия         | Единая Россия |         |
| 37  | Чувашская Республика — Чувашия           | Канашский            | Аксаков, Анатолий Геннадьевич       |             | СРЗП                  | СРЗП          |         |
| 38  | Чувашская Республика — Чувашия           | Чебоксарский         | Салаева, Алла Леонидовна            |             | Единая Россия         | Единая Россия |         |
| 39  | Алтайский край                           | Барнаульский         | Бессарабов, Даниил Владимирович     |             | Единая Россия         | Единая Россия |         |
| 40  | Алтайский край                           | Рубцовский           | Прусакова, Мария Николаевна         |             | КПРФ                  | КПРФ          |         |
| 41  | Алтайский край                           | Бийский              | Прокопьев, Александр Сергеевич      |             | Единая Россия         | Единая Россия |         |
| 42  | Алтайский край                           | Славгородский        | Лоор, Иван Иванович                 |             | Единая Россия         | Единая Россия |         |
| 43  | Забайкальский край                       | Читинский            | Скачков, Александр Анатольевич      |             | Единая Россия         | Единая Россия |         |
| 44  | Забайкальский край                       | Даурский             | Григорьев, Юрий Иннокентьевич       |             | СРЗП                  | СРЗП          |         |
| 45  | Камчатский край                          | Камчатский           | Яровая, Ирина Анатольевна           |             | Единая Россия         | Единая Россия |         |
| 46  | Краснодарский край                       | Краснодарский        | Первышов, Евгений Алексеевич        |             | Единая Россия         | Единая Россия |         |
| 47  | Краснодарский край                       | Красноармейский      | Ламейкин, Дмитрий Викторович        |             | Единая Россия         | Единая Россия |         |
| 48  | Краснодарский край                       | Славянский           | Демченко, Иван Иванович             |             | Единая Россия         | Единая Россия |         |
| 49  | Краснодарский край                       | Туапсинский          | Алтухов, Сергей Викторович          |             | Единая Россия         | Единая Россия |         |
| 50  | Краснодарский край                       | Сочинский            | Затулин, Константин Фёдорович       |             | Единая Россия         | Единая Россия |         |
| 51  | Краснодарский край                       | Тихорецкий           | Езубов, Алексей Петрович            |             | Единая Россия         | Единая Россия |         |
| 52  | Краснодарский край                       | Армавирский          | Дорошенко, Андрей Николаевич        |             | Единая Россия         | Единая Россия |         |
| 53  | Краснодарский край                       | Каневской            | Лоцманов, Дмитрий Николаевич        |             | Единая Россия         | Единая Россия |         |
| 54  | Красноярский край                        | Красноярский         | Швыткин, Юрий Николаевич            |             | Единая Россия         | Единая Россия |         |
| 55  | Красноярский край                        | Центральный          | Дроздов, Александр Сергеевич        |             | Единая Россия         | Единая Россия |         |
| 56  | Красноярский край                        | Дивногорский         | Зубарев, Виктор Владиславович †     |             | Единая Россия         | Единая Россия |         |
| 56  | Красноярский край                        | Дивногорский         | Ерёмин, Сергей Васильевич           |             | Единая Россия         | Единая Россия |         |
| 57  | Красноярский край                        | Енисейский           | Веллер, Алексей Борисович           |             | Единая Россия         | Единая Россия |         |
| 58  | Пермский край                            | Пермский             | Шубин, Игорь Николаевич             |             | Единая Россия         | Единая Россия |         |
| 59  | Пермский край                            | Чусовской            | Водянов, Роман Михайлович           |             | Единая Россия         | Единая Россия |         |
| 60  | Пермский край                            | Кунгурский           | Скриванов, Дмитрий Станиславович    |             | Единая Россия         | Единая Россия |         |
| 61  | Пермский край                            | Кудымкарский         | Ивенских, Ирина Валентиновна        |             | Единая Россия         | Единая Россия |         |
| 62  | Приморский край                          | Владивостокский      | Щербаков, Александр Владимирович    |             | Единая Россия         | Единая Россия |         |
| 63  | Приморский край                          | Артёмовский          | Новиков, Владимир Михайлович        |             | Единая Россия         | Единая Россия |         |
| 64  | Приморский край                          | Арсеньевский         | Николаева, Виктория Викторовна      |             | Единая Россия         | Единая Россия |         |
| 65  | Ставропольский край                      | Ставропольский       | Кузьмин, Михаил Владимирович        |             | Единая Россия         | Единая Россия |         |
| 66  | Ставропольский край                      | Невинномысский       | Тимофеева, Ольга Викторовна         |             | Единая Россия         | Единая Россия |         |
| 67  | Ставропольский край                      | Кавминводский        | Казакова, Ольга Михайловна          |             | Единая Россия         | Единая Россия |         |
| 68  | Ставропольский край                      | Георгиевский         | Бондаренко, Елена Вениаминовна      |             | Единая Россия         | Единая Россия |         |
| 69  | Хабаровский край                         | Хабаровский          | Гладких, Борис Михайлович           |             | Единая Россия         | Единая Россия |         |
| 70  | Хабаровский край                         | Комсомольский        | Симигин, Павел Владимирович         |             | Единая Россия         | Единая Россия |         |
| 71  | Амурская область                         | Амурский             | Логинов, Вячеслав Юрьевич           |             | Единая Россия         | Единая Россия |         |
| 72  | Архангельская область                    | Архангельский        | Спиридонов, Александр Юрьевич       |             | Единая Россия         | Единая Россия |         |
| 73  | Архангельская область                    | Котласский           | Вторыгина, Елена Андреевна          |             | Единая Россия         | Единая Россия |         |
| 74  | Астраханская область                     | Астраханский         | Огуль, Леонид Анатольевич           |             | Единая Россия         | Единая Россия |         |
| 75  | Белгородская область                     | Белгородский         | Скруг, Валерий Степанович           |             | Единая Россия         | Единая Россия |         |
| 76  | Белгородская область                     | Старооскольский      | Скоч, Андрей Владимирович           |             | Единая Россия         | Единая Россия |         |
| 77  | Брянская область                         | Брянский             | Валуев, Николай Сергеевич           |             | Единая Россия         | Единая Россия |         |
| 78  | Брянская область                         | Унечский             | Алексеенко, Николай Николаевич      |             | Единая Россия         | Единая Россия |         |
| 78  | Брянская область                         | Унечский             | Матыцин, Олег Васильевич            |             | Единая Россия         | Единая Россия |         |
| 79  | Владимирская область                     | Владимирский         | Игошин, Игорь Николаевич            |             | Единая Россия         | Единая Россия |         |
| 80  | Владимирская область                     | Суздальский          | Аникеев, Григорий Викторович        |             | Единая Россия         | Единая Россия |         |
| 81  | Волгоградская область                    | Волгоградский        | Волоцков, Алексей Анатольевич       |             | Единая Россия         | Единая Россия |         |
| 82  | Волгоградская область                    | Красноармейский      | Гимбатов, Андрей Петрович           |             | Единая Россия         | Единая Россия |         |
| 83  | Волгоградская область                    | Михайловский         | Плотников, Владимир Николаевич      |             | Единая Россия         | Единая Россия |         |
| 84  | Волгоградская область                    | Волжский             | Савченко, Олег Владимирович         |             | Единая Россия         | Единая Россия |         |
| 85  | Вологодская область                      | Вологодский          | Артамонова, Валентина Николаевна    |             | Единая Россия         | Единая Россия |         |
| 86  | Вологодская область                      | Череповецкий         | Канаев, Алексей Валерианович        |             | Единая Россия         | Единая Россия |         |
| 87  | Воронежская область                      | Воронежский          | Пономарёв, Аркадий Николаевич       |             | Единая Россия         | Единая Россия |         |
| 88  | Воронежская область                      | Правобережный        | Чижов, Сергей Викторович            |             | Единая Россия         | Единая Россия |         |
| 89  | Воронежская область                      | Аннинский            | Марков, Андрей Павлович             |             | Единая Россия         | Единая Россия |         |
| 90  | Воронежская область                      | Павловский           | Гордеев, Алексей Васильевич         |             | Единая Россия         | Единая Россия |         |
| 91  | Ивановская область                       | Ивановский           | Смирнов, Виктор Владимирович        |             | Единая Россия         | Единая Россия |         |
| 92  | Ивановская область                       | Кинешемский          | Кизеев, Михаил Владимирович         |             | Единая Россия         | Единая Россия |         |
| 93  | Иркутская область                        | Иркутский            | Щапов, Михаил Викторович            |             | КПРФ                  | КПРФ          |         |
| 94  | Иркутская область                        | Ангарский            | Красноштанов, Антон Алексеевич      |             | Единая Россия         | Единая Россия |         |
| 95  | Иркутская область                        | Шелеховский          | Тен, Сергей Юрьевич                 |             | Единая Россия         | Единая Россия |         |
| 96  | Иркутская область                        | Братский             | Якубовский, Александр Владимирович  |             | Единая Россия         | Единая Россия |         |
| 97  | Калининградская область                  | Калининградский      | Колесник, Андрей Иванович           |             | Единая Россия         | Единая Россия |         |
| 98  | Калининградская область                  | Центральный          | Оргеева, Марина Эдуардовна          |             | Единая Россия         | Единая Россия |         |
| 99  | Калужская область                        | Калужский            | Коробова, Ольга Владимировна        |             | Единая Россия         | Единая Россия |         |
| 100 | Калужская область                        | Обнинский            | Скляр, Геннадий Иванович            |             | Единая Россия         | Единая Россия |         |
| 101 | Кемеровская область                      | Кемеровский          | Горелкин, Антон Вадимович           |             | Единая Россия         | Единая Россия |         |
| 102 | Кемеровская область                      | Прокопьевский        | Исламов, Дмитрий Викторович         |             | Единая Россия         | Единая Россия |         |
| 103 | Кемеровская область                      | Заводский            | Федяев, Павел Михайлович            |             | Единая Россия         | Единая Россия |         |
| 104 | Кемеровская область                      | Новокузнецкий        | Максимов, Александр Александрович   |             | Единая Россия         | Единая Россия |         |
| 105 | Кировская область                        | Кировский            | Азимов, Рахим Азизбоевич            |             | Единая Россия         | Единая Россия |         |
| 106 | Кировская область                        | Кирово-Чепецкий      | Валенчук, Олег Дорианович           |             | Единая Россия         | Единая Россия |         |
| 107 | Костромская область                      | Костромской          | Ситников, Алексей Владимирович      |             | Единая Россия         | Единая Россия |         |
| 108 | Курганская область                       | Курганский           | Ильтяков, Александр Владимирович    |             | Единая Россия         | Единая Россия |         |
| 109 | Курская область                          | Курский              | Харченко, Екатерина Владимировна    |             | Единая Россия         | Единая Россия |         |
| 110 | Курская область                          | Сеймский             | Германова, Ольга Михайловна         |             | Единая Россия         | Единая Россия |         |
| 111 | Ленинградская область                    | Всеволожский         | Журова, Светлана Сергеевна          |             | Единая Россия         | Единая Россия |         |
| 112 | Ленинградская область                    | Кингисеппский        | Яхнюк, Сергей Васильевич            |             | Единая Россия         | Единая Россия |         |
| 113 | Ленинградская область                    | Волховский           | Петров, Сергей Валериевич           |             | Единая Россия         | Единая Россия |         |
| 114 | Липецкая область                         | Липецкий             | Борцов, Николай Иванович †          |             | Единая Россия         | Единая Россия |         |
| 114 | Липецкая область                         | Липецкий             | Аверов, Дмитрий Львович             |             | Единая Россия         | Единая Россия |         |
| 115 | Липецкая область                         | Левобережный         | Тарасенко, Михаил Васильевич        |             | Единая Россия         | Единая Россия |         |
| 116 | Магаданская область                      | Магаданский          | Басанский, Антон Александрович      |             | Единая Россия         | Единая Россия |         |
| 117 | Московская область                       | Балашихинский        | Фомичёв, Вячеслав Васильевич        |             | Единая Россия         | Единая Россия |         |
| 118 | Московская область                       | Дмитровский          | Роднина, Ирина Константиновна       |             | Единая Россия         | Единая Россия |         |
| 119 | Московская область                       | Коломенский          | Чаплин, Никита Юрьевич              |             | Единая Россия         | Единая Россия |         |
| 120 | Московская область                       | Красногорский        | Колунов, Сергей Владимирович        |             | Единая Россия         | Единая Россия |         |
| 121 | Московская область                       | Люберецкий           | Терюшков, Роман Игоревич            |             | Единая Россия         | Единая Россия |         |
| 122 | Московская область                       | Одинцовский          | Майданов, Денис Васильевич          |             | Единая Россия         | Единая Россия |         |
| 123 | Московская область                       | Орехово-Зуевский     | Панин, Геннадий Олегович            |             | Единая Россия         | Единая Россия |         |
| 124 | Московская область                       | Подольский           | Фетисов, Вячеслав Александрович     |             | Единая Россия         | Единая Россия |         |
| 125 | Московская область                       | Сергиево-Посадский   | Пахомов, Сергей Александрович       |             | Единая Россия         | Единая Россия |         |
| 126 | Московская область                       | Серпуховский         | Коган, Александр Борисович          |             | Единая Россия         | Единая Россия |         |
| 127 | Московская область                       | Щёлковский           | Толмачёв, Александр Романович       |             | Единая Россия         | Единая Россия |         |
| 128 | Мурманская область                       | Мурманский           | Кусайко, Татьяна Алексеевна         |             | Единая Россия         | Единая Россия |         |
| 129 | Нижегородская область                    | Нижегородский        | Лесун, Анатолий Фёдорович           |             | Единая Россия         | Единая Россия |         |
| 130 | Нижегородская область                    | Приокский            | Лебедев, Евгений Викторович         |             | Единая Россия         | Единая Россия |         |
| 131 | Нижегородская область                    | Автозаводский        | Назарова, Наталья Васильевна        |             | Единая Россия         | Единая Россия |         |
| 132 | Нижегородская область                    | Канавинский          | Булавинов, Вадим Евгеньевич         |             | Единая Россия         | Единая Россия |         |
| 133 | Нижегородская область                    | Борский              | Кавинов, Артём Александрович        |             | Единая Россия         | Единая Россия |         |
| 134 | Новгородская область                     | Новгородский         | Кирьянов, Артём Юрьевич             |             | Единая Россия         | Единая Россия |         |
| 135 | Новосибирская область                    | Новосибирский        | Иванинский, Олег Иванович           |             | Единая Россия         | Единая Россия |         |
| 136 | Новосибирская область                    | Центральный          | Савельев, Дмитрий Иванович          |             | Единая Россия         | Единая Россия |         |
| 137 | Новосибирская область                    | Искитимский          | Аксёненко, Александр Сергеевич      |             | СРЗП                  | СРЗП          |         |
| 138 | Новосибирская область                    | Барабинский          | Игнатов, Виктор Александрович       |             | Единая Россия         | Единая Россия |         |
| 139 | Омская область                           | Омский               | Алёхин, Андрей Анатольевич          |             | КПРФ                  | КПРФ          |         |
| 140 | Омская область                           | Москаленский         | Смолин, Олег Николаевич             |             | КПРФ                  | КПРФ          |         |
| 141 | Омская область                           | Любинский            | Фадина, Оксана Николаевна           |             | Единая Россия         | Единая Россия |         |
| 142 | Оренбургская область                     | Оренбургский         | Аникеев, Андрей Анатольевич         |             | Единая Россия         | Единая Россия |         |
| 143 | Оренбургская область                     | Бугурусланский       | Димов, Олег Дмитриевич              |             | Единая Россия         | Единая Россия |         |
| 144 | Оренбургская область                     | Орский               | Заварзин, Виктор Михайлович         |             | Единая Россия         | Единая Россия |         |
| 145 | Орловская область                        | Орловский            | Пилипенко, Ольга Васильевна         |             | Единая Россия         | Единая Россия |         |
| 146 | Пензенская область                       | Пензенский           | Руденский, Игорь Николаевич         |             | Единая Россия         | Единая Россия |         |
| 147 | Пензенская область                       | Лермонтовский        | Самокутяев, Александр Михайлович    |             | Единая Россия         | Единая Россия |         |
| 148 | Псковская область                        | Псковский            | Козловский, Александр Николаевич    |             | Единая Россия         | Единая Россия |         |
| 149 | Ростовская область                       | Ростовский           | Тутова, Лариса Николаевна           |             | Единая Россия         | Единая Россия |         |
| 150 | Ростовская область                       | Нижнедонской         | Гетта, Антон Александрович          |             | Единая Россия         | Единая Россия |         |
| 151 | Ростовская область                       | Таганрогский         | Бурлаков, Сергей Владимирович       |             | Единая Россия         | Единая Россия |         |
| 152 | Ростовская область                       | Южный                | Кушнарёв, Виталий Васильевич        |             | Единая Россия         | Единая Россия |         |
| 152 | Ростовская область                       | Южный                | Абрамченко, Виктория Валериевна     |             | Единая Россия         | Единая Россия |         |
| 153 | Ростовская область                       | Белокалитвинский     | Гончаров, Николай Александрович     |             | Единая Россия         | Единая Россия |         |
| 154 | Ростовская область                       | Шахтинский           | Стенякина, Екатерина Петровна       |             | Единая Россия         | Единая Россия |         |
| 155 | Ростовская область                       | Волгодонской         | Дерябкин, Виктор Ефимович           |             | Единая Россия         | Единая Россия |         |
| 156 | Рязанская область                        | Рязанский            | Красов, Андрей Леонидович           |             | Единая Россия         | Единая Россия |         |
| 157 | Рязанская область                        | Скопинский           | Хубезов, Дмитрий Анатольевич        |             | Единая Россия         | Единая Россия |         |
| 158 | Самарская область                        | Самарский            | Хинштейн, Александр Евсеевич        |             | Единая Россия         | Единая Россия |         |
| 159 | Самарская область                        | Тольяттинский        | Калашников, Леонид Иванович         |             | КПРФ                  | КПРФ          |         |
| 160 | Самарская область                        | Красноглинский       | Казаков, Виктор Алексеевич          |             | Единая Россия         | Единая Россия |         |
| 161 | Самарская область                        | Жигулёвский          | Трифонов, Андрей Фёдорович          |             | Единая Россия         | Единая Россия |         |
| 162 | Самарская область                        | Промышленный         | Матвеев, Михаил Николаевич          |             | КПРФ                  | КПРФ          |         |
| 163 | Саратовская область                      | Саратовский          | Володин, Вячеслав Викторович        |             | Единая Россия         | Единая Россия |         |
| 164 | Саратовская область                      | Балаковский          | Панков, Николай Васильевич          |             | Единая Россия         | Единая Россия |         |
| 165 | Саратовская область                      | Балашовский          | Воробьёв, Андрей Викторович         |             | Единая Россия         | Единая Россия |         |
| 166 | Саратовская область                      | Энгельсский          | Стрелюхин, Александр Михайлович     |             | Единая Россия         | Единая Россия |         |
| 167 | Сахалинская область                      | Сахалинский          | Карлов, Георгий Александрович       |             | Единая Россия         | Единая Россия |         |
| 168 | Свердловская область                     | Свердловский         | Альшевских, Андрей Геннадьевич      |             | Единая Россия         | Единая Россия |         |
| 169 | Свердловская область                     | Каменск-Уральский    | Ковпак, Лев Игоревич                |             | Единая Россия         | Единая Россия |         |
| 170 | Свердловская область                     | Берёзовский          | Чепиков, Сергей Владимирович        |             | Единая Россия         | Единая Россия |         |
| 171 | Свердловская область                     | Нижнетагильский      | Захаров, Константин Юрьевич         |             | Единая Россия         | Единая Россия |         |
| 172 | Свердловская область                     | Асбестовский         | Иванов, Максим Анатольевич          |             | Единая Россия         | Единая Россия |         |
| 173 | Свердловская область                     | Первоуральский       | Муцоев, Зелимхан Аликоевич          |             | Единая Россия         | Единая Россия |         |
| 174 | Свердловская область                     | Серовский            | Шипулин, Антон Владимирович         |             | Единая Россия         | Единая Россия |         |
| 175 | Смоленская область                       | Смоленский           | Неверов, Сергей Иванович            |             | Единая Россия         | Единая Россия |         |
| 176 | Смоленская область                       | Рославльский         | Леонов, Сергей Дмитриевич           |             | ЛДПР                  | ЛДПР          |         |
| 177 | Тамбовская область                       | Тамбовский           | Журавлёв, Алексей Александрович     |             | Родина                | ЛДПР          |         |
| 178 | Тамбовская область                       | Рассказовский        | Поляков, Александр Алексеевич       |             | Единая Россия         | Единая Россия |         |
| 179 | Тверская область                         | Тверской             | Саранова, Юлия Владимировна         |             | Единая Россия         | Единая Россия |         |
| 180 | Тверская область                         | Заволжский           | Васильев, Владимир Абдуалиевич      |             | Единая Россия         | Единая Россия |         |
| 181 | Томская область                          | Томский              | Диденко, Алексей Николаевич         |             | ЛДПР                  | ЛДПР          |         |
| 182 | Томская область                          | Обский               | Соломатина, Татьяна Васильевна      |             | Единая Россия         | Единая Россия |         |
| 183 | Тульская область                         | Тульский             | Дзюба, Виктор Викторович            |             | Единая Россия         | Единая Россия |         |
| 184 | Тульская область                         | Новомосковский       | Школкина, Надежда Васильевна        |             | Единая Россия         | Единая Россия |         |
| 185 | Тюменская область                        | Тюменский            | Брыкин, Николай Гаврилович          |             | Единая Россия         | Единая Россия |         |
| 186 | Тюменская область                        | Заводоуковский       | Квитка, Иван Иванович               |             | Единая Россия         | Единая Россия |         |
| 187 | Ульяновская область                      | Ульяновский          | Кононов, Владимир Михайлович        |             | Единая Россия         | Единая Россия |         |
| 188 | Ульяновская область                      | Радищевский          | Третьяк, Владислав Александрович    |             | Единая Россия         | Единая Россия |         |
| 189 | Челябинская область                      | Челябинский          | Павлов, Владимир Викторович         |             | Единая Россия         | Единая Россия |         |
| 190 | Челябинская область                      | Металлургический     | Бурматов, Владимир Владимирович     |             | Единая Россия         | Единая Россия |         |
| 191 | Челябинская область                      | Коркинский           | Гартунг, Валерий Карлович           |             | СРЗП                  | СРЗП          |         |
| 192 | Челябинская область                      | Магнитогорский       | Бахметьев, Виталий Викторович       |             | Единая Россия         | Единая Россия |         |
| 193 | Челябинская область                      | Златоустовский       | Колесников, Олег Алексеевич         |             | Единая Россия         | Единая Россия |         |
| 194 | Ярославская область                      | Ярославский          | Лисицын, Анатолий Иванович          |             | СРЗП                  | СРЗП          |         |
| 195 | Ярославская область                      | Ростовский           | Грешневиков, Анатолий Николаевич    |             | СРЗП                  | СРЗП          |         |
| 196 | Город Москва                             | Бабушкинский         | Баженов, Тимофей Тимофеевич         |             | Единая Россия         | Единая Россия |         |
| 197 | Город Москва                             | Кунцевский           | Попов, Евгений Георгиевич           |             | Единая Россия         | Единая Россия |         |
| 198 | Город Москва                             | Ленинградский        | Хованская, Галина Петровна          |             | СРЗП                  | СРЗП          |         |
| 199 | Город Москва                             | Люблинский           | Толстой, Пётр Олегович              |             | Единая Россия         | Единая Россия |         |
| 200 | Город Москва                             | Медведковский        | Певцов, Дмитрий Анатольевич         |             | Самовыдвижение        | Новые люди    |         |
| 201 | Город Москва                             | Нагатинский          | Разворотнева, Светлана Викторовна   |             | Единая Россия         | Единая Россия |         |
| 202 | Город Москва                             | Новомосковский       | Саблин, Дмитрий Вадимович           |             | Единая Россия         | Единая Россия |         |
| 203 | Город Москва                             | Орехово-Борисовский  | Нифантьев, Евгений Олегович         |             | Единая Россия         | Единая Россия |         |
| 204 | Город Москва                             | Перовский            | Буцкая, Татьяна Викторовна          |             | Единая Россия         | Единая Россия |         |
| 205 | Город Москва                             | Преображенский       | Вассерман, Анатолий Александрович   |             | Самовыдвижение        | СРЗП          |         |
| 206 | Город Москва                             | Тушинский            | Мажуга, Александр Георгиевич        |             | Единая Россия         | Единая Россия |         |
| 207 | Город Москва                             | Ховринский           | Белых, Ирина Викторовна             |             | Единая Россия         | Единая Россия |         |
| 208 | Город Москва                             | Центральный          | Леонов, Олег Юрьевич                |             | Самовыдвижение        | Новые люди    |         |
| 209 | Город Москва                             | Черёмушкинский       | Румянцев, Александр Григорьевич     |             | Единая Россия         | Единая Россия |         |
| 210 | Город Москва                             | Чертановский         | Романенко, Роман Юрьевич            |             | Единая Россия         | Единая Россия |         |
| 211 | Город Санкт-Петербург                    | Восточный            | Романов, Михаил Валентинович        |             | Единая Россия         | Единая Россия |         |
| 212 | Город Санкт-Петербург                    | Западный             | Тетердинко, Александр Павлович      |             | Единая Россия         | Единая Россия |         |
| 213 | Город Санкт-Петербург                    | Северный             | Марченко, Евгений Евгеньевич        | Вне фракций | Единая Россия         |               |         |
| 214 | Город Санкт-Петербург                    | Северо-Восточный     | Драпеко, Елена Григорьевна          |             | СРЗП                  | СРЗП          |         |
| 215 | Город Санкт-Петербург                    | Северо-Западный      | Цед, Николай Григорьевич            |             | Единая Россия         | Единая Россия |         |
| 216 | Город Санкт-Петербург                    | Центральный          | Соловьёв, Сергей Анатольевич        |             | Единая Россия         | Единая Россия |         |
| 217 | Город Санкт-Петербург                    | Юго-Восточный        | Дмитриева, Оксана Генриховна        |             | Партия Роста          | Вне фракций   |         |
| 218 | Город Санкт-Петербург                    | Южный                | Милонов, Виталий Валентинович       |             | Единая Россия         | Единая Россия |         |
| 219 | Город Севастополь                        | Севастопольский      | Лобач, Татьяна Георгиевна           |             | Единая Россия         | Единая Россия |         |
| 220 | Еврейская автономная область             | Еврейский            | Петров, Александр Петрович          |             | Единая Россия         | Единая Россия |         |
| 221 | Ненецкий автономный округ                | Ненецкий             | Коткин, Сергей Николаевич           |             | Единая Россия         | Единая Россия |         |
| 222 | Ханты-Мансийский автономный округ — Югра | Ханты-Мансийский     | Завальный, Павел Николаевич         |             | Единая Россия         | Единая Россия |         |
| 223 | Ханты-Мансийский автономный округ — Югра | Нижневартовский      | Шувалов, Вадим Николаевич           |             | Единая Россия         | Единая Россия |         |
| 224 | Чукотский автономный округ               | Чукотский            | Евтюхова, Елена Александровна       |             | Единая Россия         | Единая Россия |         |
| 225 | Ямало-Ненецкий автономный округ          | Ямало-Ненецкий       | Погорелый, Дмитрий Викторович       |             | Единая Россия         | Единая Россия |         |